# Vlădila
Vlădila es una comuna ubicada en el distrito de Olt, Rumania.

## Superficie
Posee una superficie de 25,02 kilómetros cuadrados.

## Demografía
Hasta 2021 la población era de 1882 habitantes, con una densidad de población de 75,22 habitantes por kilómetro cuadrado.